# 仙台市立国見小学校
仙台市立国見小学校（せんだいしりつ くにみしょうがっこう）は宮城県仙台市青葉区国見二丁目にある公立小学校である。2021年の児童数は613人、21学級、教職員36人。

## 概要
- 仙台市の市内中心部よりやや西に位置する丘陵地にある国見地区に国見小学校がある。周辺には大崎八幡宮や東北福祉大学がある。
- 2015年4月、仙台市立貝森小学校を併合。これに伴い、統合校としての「仙台市立国見小学校」を現在地に新設するか、貝森小学校を単に吸収する形を取るかを現在検討している（名称自体は、仙台市教育局が、「仙台市立国見小学校」で決定している）。

## 学区
- 荒巻字弘法山・西雷神・仁田谷地・坊主門、北山2丁目の一部、3丁目、国見、三条町、子平町の大部分、千代田町、八幡5丁目の大部分、6丁目、7丁目の大部分、郷六字葛岡の一部、貝ヶ森[2]

## 沿革
- 1954年（昭和29年） - 仙台市立八幡小学校より分離開校
- 1979年（昭和54年） - 宮城町立吉成小学校が開校。これにより宮城町吉成地区の児童の越境入学が解消される。
- 1987年（昭和62年） - 仙台市立貝森小学校が分離・開校
- 2015年（平成27年） - 貝森小学校と再統合

## 卒業後の進路
- 大部分は第一中学校へ進学も、一部は三条中学校へ進学する。

## 卒業生
- 佐藤冴香 - ロンドンオリンピックバドミントン日本代表